# Chim yến hót
Chim yến hót hay chim yến Canary, chim hoàng yến (danh pháp ba phần: Serinus canaria domestica) là một loài chim cảnh được con người thuần dưỡng từ loài chim Canary hoang dã, đây là một loài chim biết hót có nguồn gốc từ Madeira, Açores và quần đảo Canaria.

## Đặc điểm
Đây là loài chim được nhân giống trong điều kiện nuôi nhốt từ thế kỷ 17. Loài chim này được nuôi trong nhà nhưng sinh sản rất tốt. Trung bình mỗi năm một con Canary đẻ từ 4 - 5 lứa, mỗi lứa từ 4 - 5 trứng, chúng tự ấp lấy vì vậy tỷ lệ trứng nở thành công rất cao, đây là loài chim sống theo bầy đàn nên nuôi càng nhiều thì khả năng thành công cao
Thức ăn của chim là các loại hạt như: mè đen, hạt kê, hạt cải, láng (hạt Canary) cùng thực phẩm khô như bánh bít-cốt và với một ít xà lách tươi non, có thể chế biến một lần để dành trong thời gian dài. Ở Việt Nam loài này thường thấy nhất là Hoàng yến, chim hồng yến, bạch yến, Panachée (sặc sỡ nhiều màu), tiếp đến là dòng Agate và dòng Isabelle với những vệt màu sọc thanh tú như đường vân của những viên mã não, hoặc ngời vàng hoặc ửng bạc.

## Hình ảnh

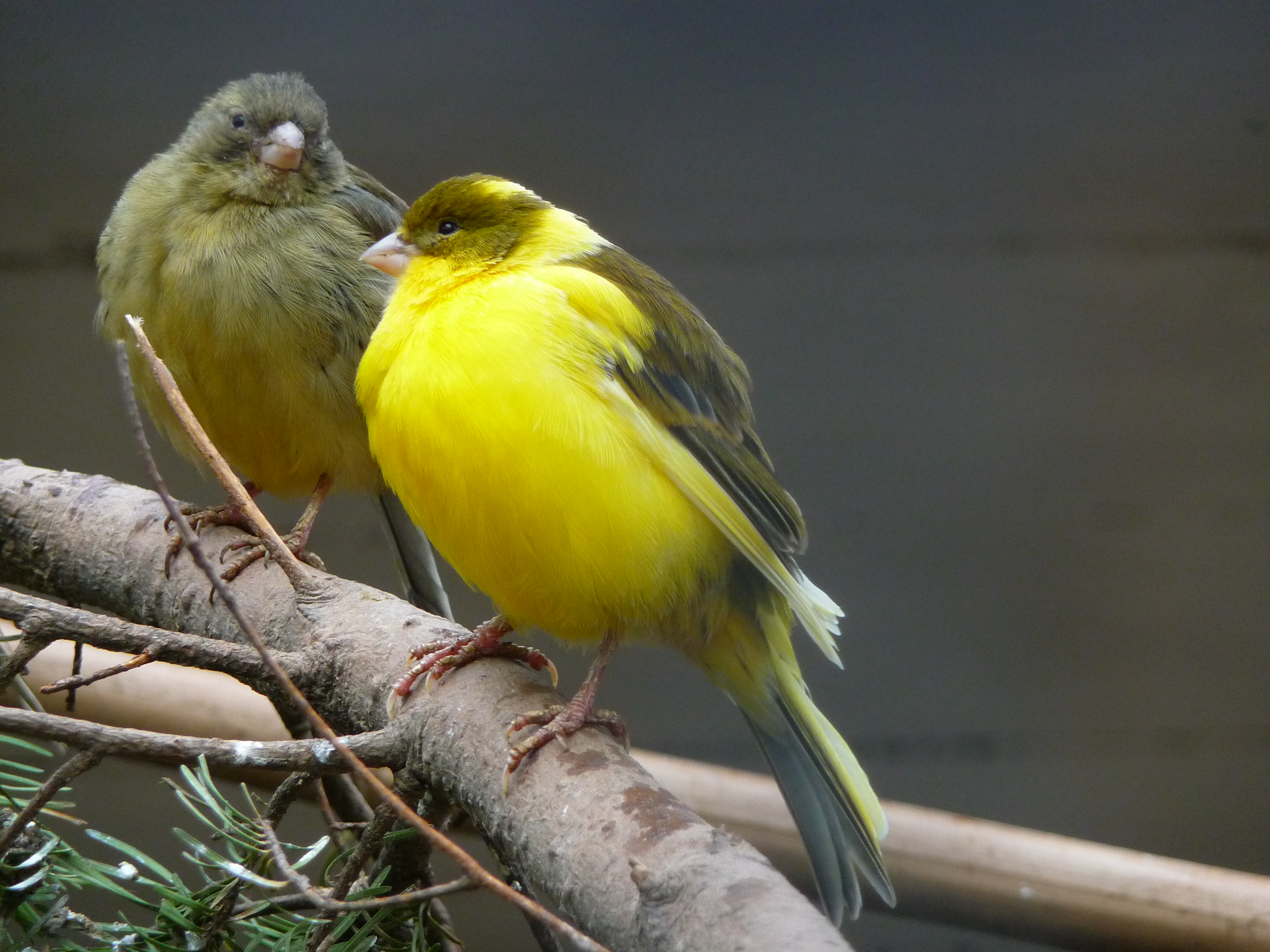
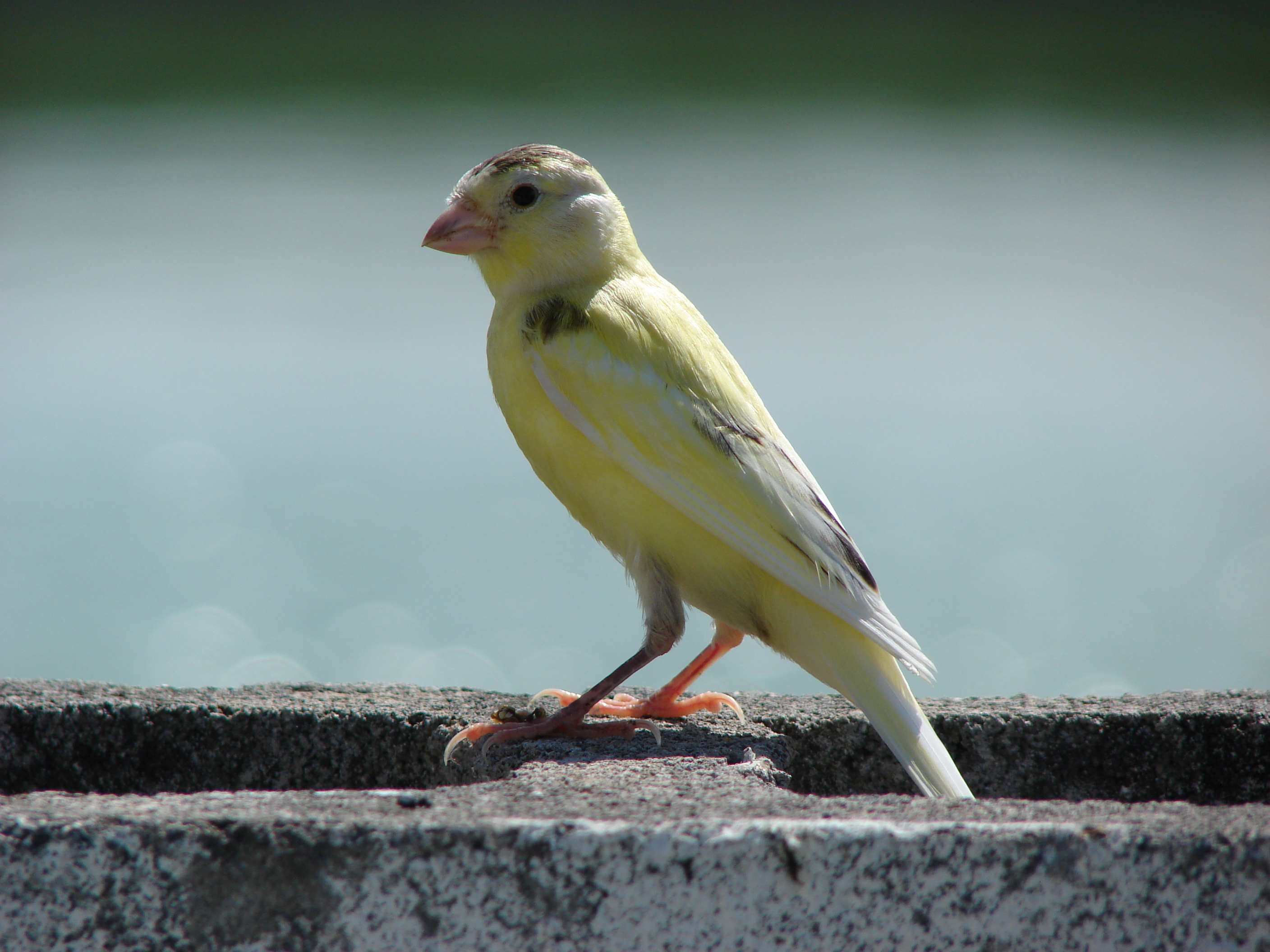
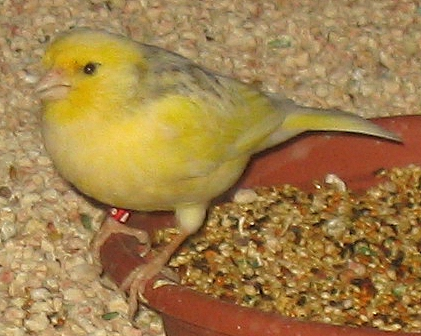
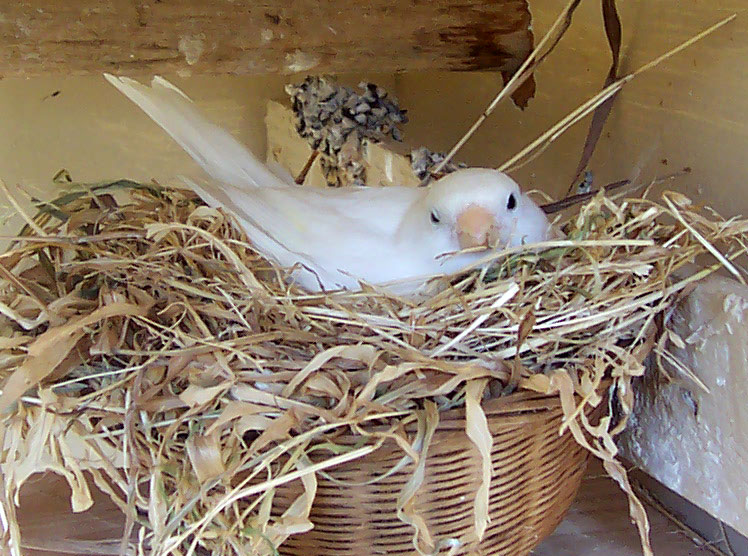
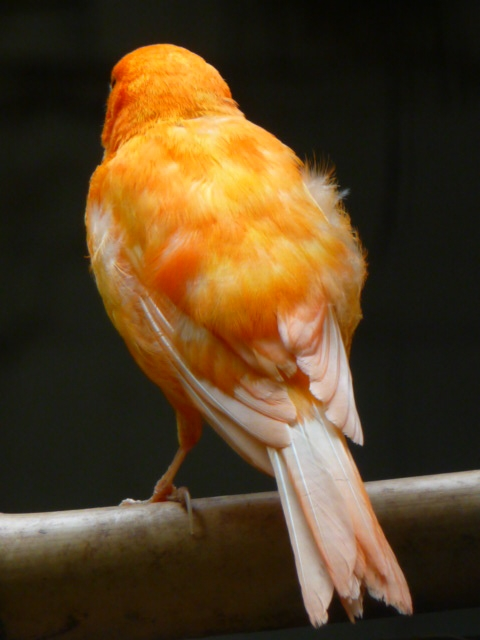
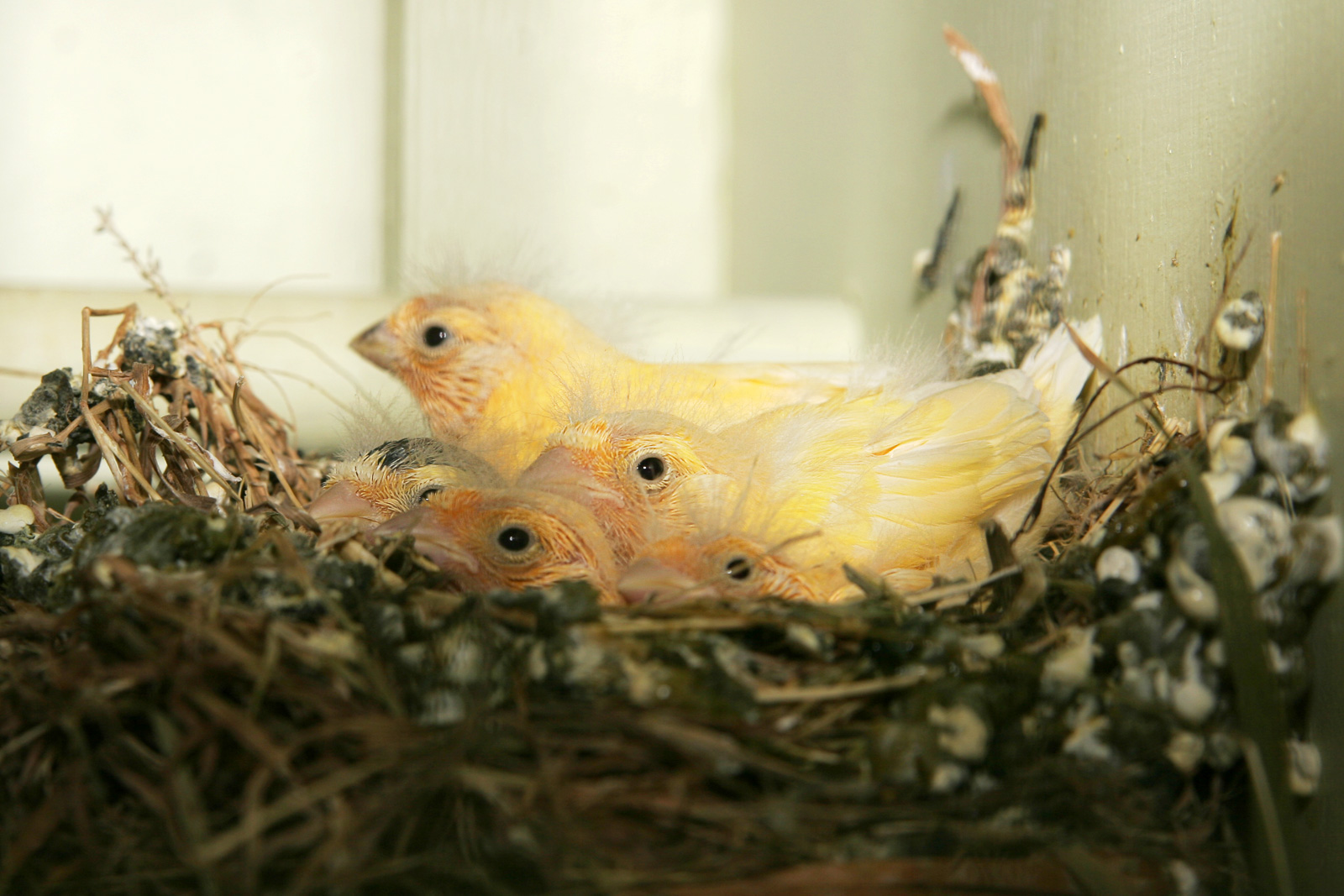
Chim non trong tổ
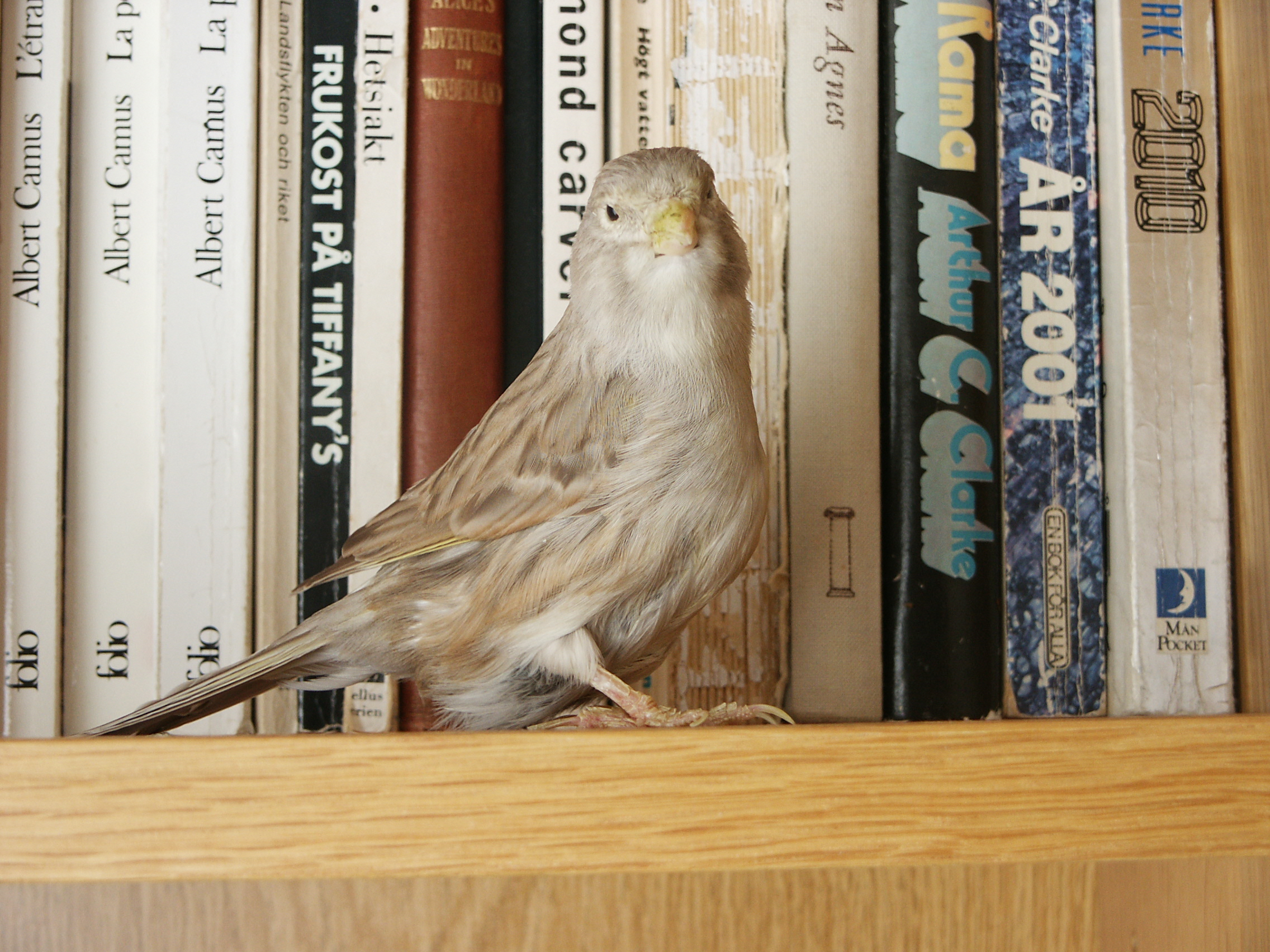
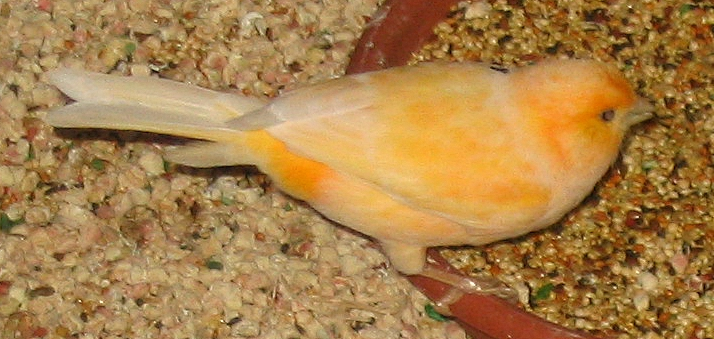
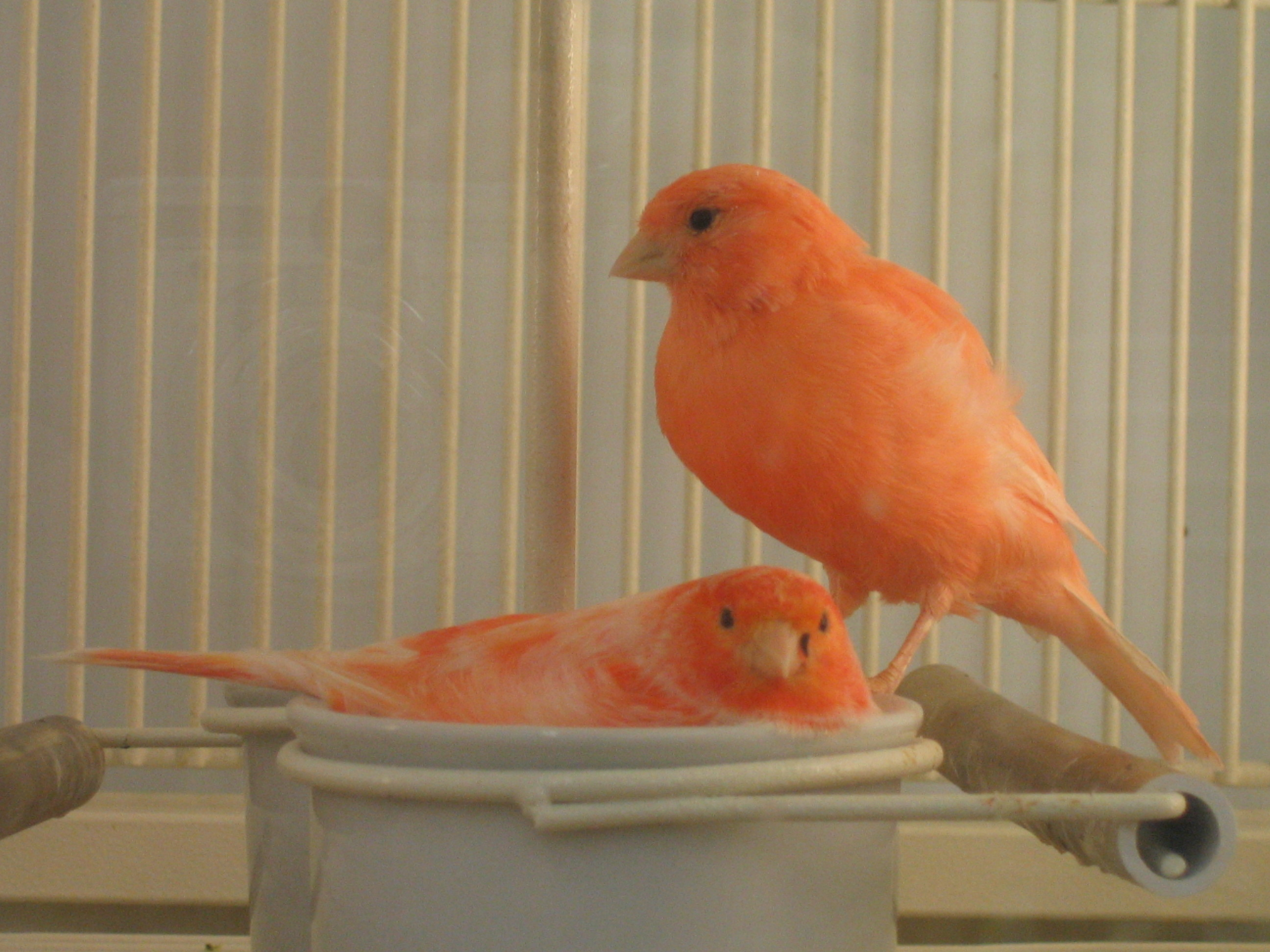
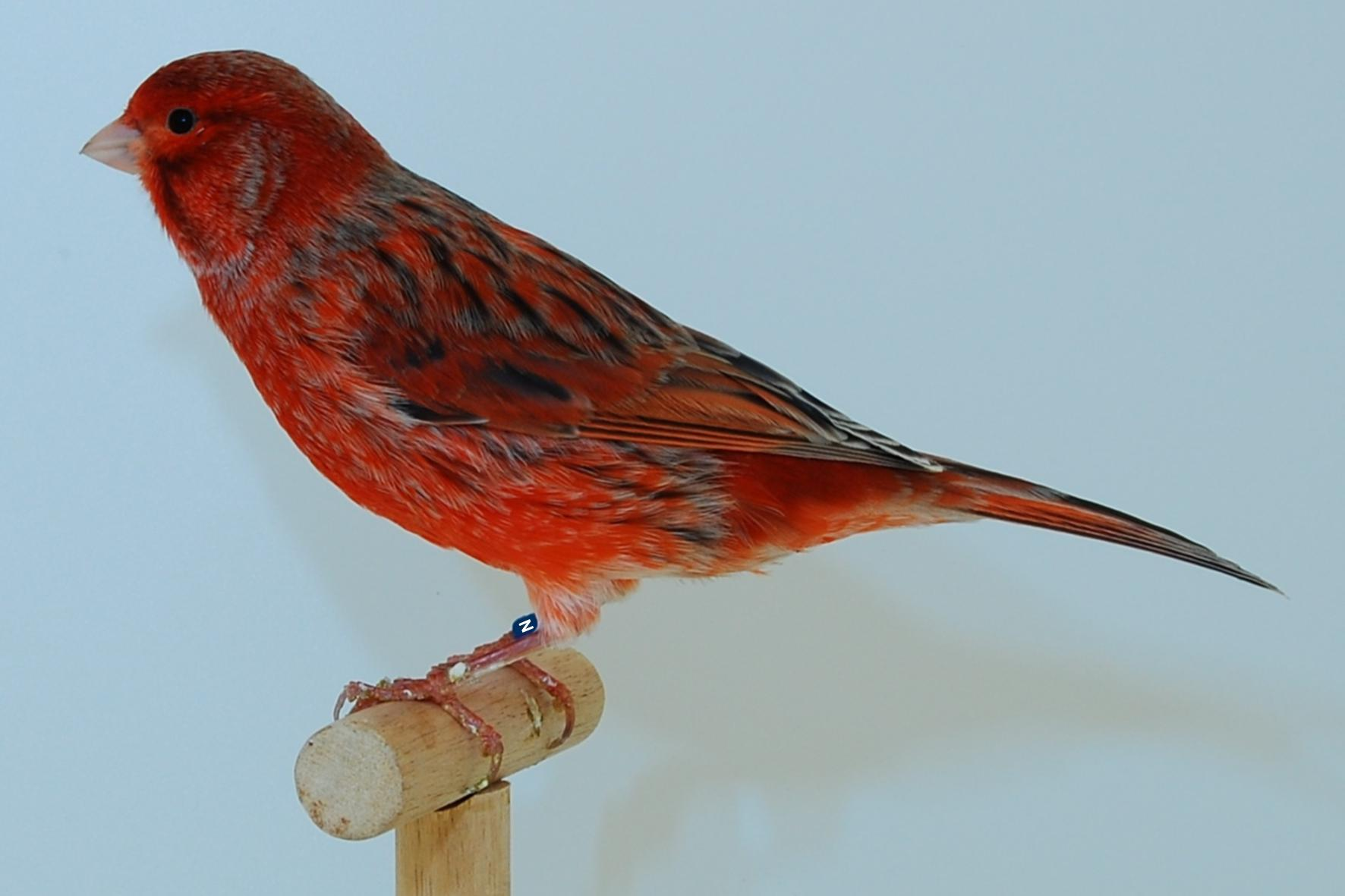
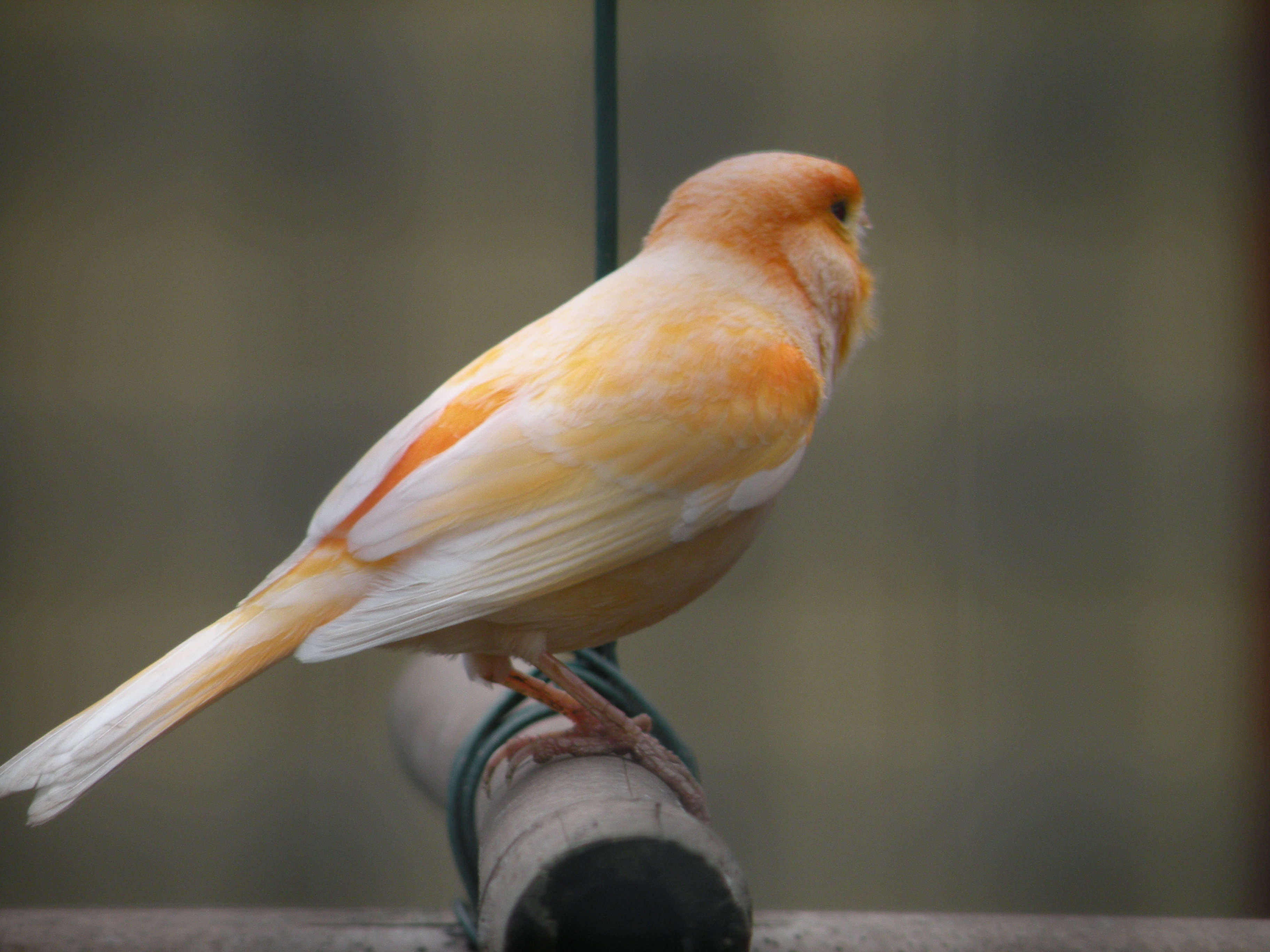

## Phim ảnh
- Nico (Rio & Rio 2): Serinus Flaviventris) (Yellow Canary)
- Chuck (The Angry Birds Movie & The Angry Birds Movie 2): Serinus Canaria (Atlantic Canary) (Chim yến Đại Tây Dương)

## Trò chơi điện tử
Nhân vật Chuck trong loạt game về Angry Birds của công ty Rovio Entertaiment thuộc loài Serinus Canaria (Atlantic Canary) (Chim yến Đại Tây Dương)